# David di Donatello 2007

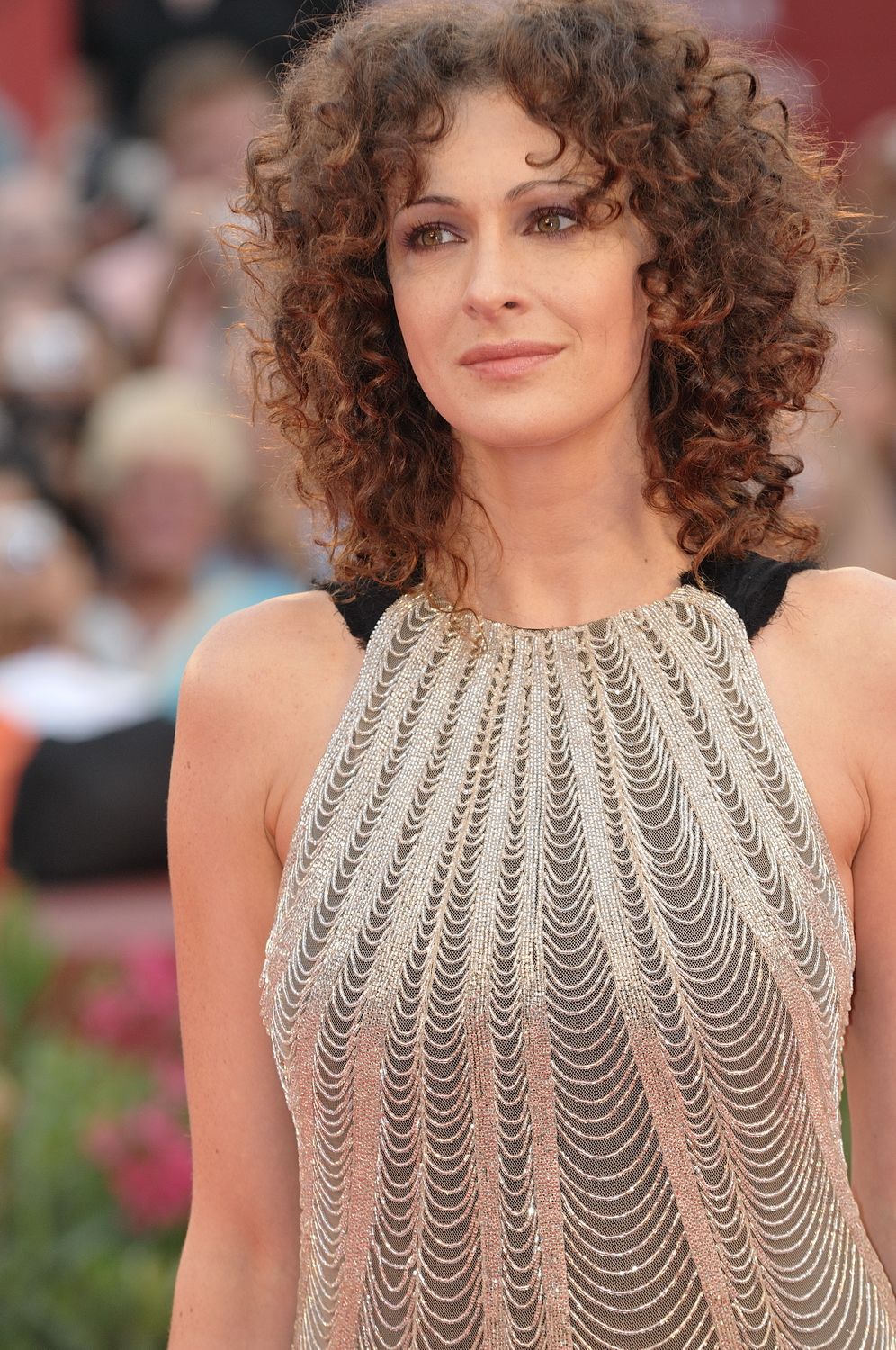
L'attrice Kseniya Rappoport all'evento

La cerimonia di premiazione della 52ª edizione dei David di Donatello si è svolta il 14 giugno 2007 al GranTeatro di Roma. È stata condotta da Tullio Solenghi e trasmessa in diretta su Rai Due. Le candidature sono state annunciate l'8 maggio.

## Vincitori e nominati
Vengono di seguito indicati in grassetto i vincitori.
Miglior film

- La sconosciuta, regia di Giuseppe Tornatore
- Anche libero va bene, regia di Kim Rossi Stuart
- Nuovomondo, regia di Emanuele Crialese
- Mio fratello è figlio unico, regia di Daniele Luchetti
- Centochiodi, regia di Ermanno Olmi

Miglior regista

- Giuseppe Tornatore - La sconosciuta
- Ermanno Olmi - Centochiodi
- Marco Bellocchio - Il regista di matrimoni
- Emanuele Crialese - Nuovomondo
- Daniele Luchetti - Mio fratello è figlio unico

Miglior regista esordiente

- Kim Rossi Stuart - Anche libero va bene
- Alessandro Angelini - L'aria salata
- Francesco Amato - Ma che ci faccio qui
- Giambattista Avellino, Ficarra e Picone - Il 7 e l'8
- Davide Marengo - Notturno bus

Migliore sceneggiatura

- Daniele Luchetti, Sandro Petraglia, Stefano Rulli - Mio fratello è figlio unico
- Linda Ferri, Francesco Giammusso, Kim Rossi Stuart, Federico Starnone - Anche libero va bene
- Emanuele Crialese - Nuovomondo
- Giuseppe Tornatore - La sconosciuta
- Ermanno Olmi - Centochiodi

Migliore produttore

- Donatella Botti per BIANCAFILM e Rai Cinema - L'aria salata
- Fabrizio Mosca per Titti Film in collaborazione con Rai Cinema, in coproduzione con Memento Films e Respiro - Nuovomondo
- Medusa Film - La sconosciuta
- Cattleya - Mio fratello è figlio unico
- Luigi Musini, Roberto Cicutto per Cinemaundici - Centochiodi

Migliore attrice protagonista

- Ksenija Aleksandrovna Rappoport - La sconosciuta
- Margherita Buy - Saturno contro
- Donatella Finocchiaro - Il regista di matrimoni
- Giovanna Mezzogiorno - Lezioni di volo
- Laura Morante - Liscio

Migliore attore protagonista

- Elio Germano - Mio fratello è figlio unico
- Vincenzo Amato - Nuovomondo
- Michele Placido - La sconosciuta
- Giacomo Rizzo - L'amico di famiglia
- Kim Rossi Stuart - Anche libero va bene

Migliore attrice non protagonista

- Ambra Angiolini - Saturno contro (ex aequo)
- Angela Finocchiaro - Mio fratello è figlio unico (ex aequo)
- Michela Cescon - L'aria salata
- Sabrina Impacciatore - N (Io e Napoleone)
- Francesca Neri - La cena per farli conoscere

Migliore attore non protagonista

- Giorgio Colangeli - L'aria salata
- Ninetto Davoli - Uno su due
- Ennio Fantastichini - Saturno contro
- Valerio Mastandrea - N (Io e Napoleone)
- Riccardo Scamarcio - Mio fratello è figlio unico

Migliore direttore della fotografia

- Fabio Zamarion - La sconosciuta
- Alessandro Pesci - N (Io e Napoleone)
- Luca Bigazzi - L'amico di famiglia
- Agnès Godard - Nuovomondo
- Fabio Olmi - Centochiodi

Migliore musicista

- Ennio Morricone - La sconosciuta
- Teho Teardo - L'amico di famiglia
- Neffa - Saturno contro
- Franco Piersanti - Mio fratello è figlio unico
- Fabio Vacchi - Centochiodi

Migliore canzone originale

- La paranza e Mi persi, di Daniele Silvestri - Notturno bus
- Fascisti su Marte, di Corrado Guzzanti - Fascisti su Marte
- Eppur sentire (un senso di te), di Paolo Buonvino, Elisa Toffoli - Manuale d'amore 2
- Passione, di Neffa - Saturno contro
- Centochiodi, di Paolo Fresu - Centochiodi

Migliore scenografo

- Carlos Conti - Nuovomondo
- Francesco Frigeri - N (Io e Napoleone)
- Tonino Zera - La sconosciuta
- Giuseppe Pirrotta - Centochiodi
- Andrea Crisanti - La masseria delle allodole

Migliore costumista

- Mariano Tufano - Nuovomondo
- Maurizio Millenotti - N (Io e Napoleone)
- Nicoletta Ercole - La sconosciuta
- Mariarita Barbera - Mio fratello è figlio unico
- Lina Nerli Taviani - La masseria delle allodole

Migliore montatore

- Mirco Garrone - Mio fratello è figlio unico
- Francesca Calvelli - Il regista di matrimoni
- Maryline Monthieux - Nuovomondo
- Massimo Quaglia - La sconosciuta
- Patrizio Marone - Saturno contro

Migliore fonico di presa diretta

- Bruno Pupparo - Mio fratello è figlio unico
- Mario Iaquone - Anche libero va bene
- Pierre Yves Labouè - Nuovomondo
- Gilberto Martinelli - La sconosciuta
- Marco Grillo - Saturno contro

Migliori effetti speciali visivi

- L'ètude et la supervision des trucages - Francia - Nuovomondo
- Stefano Coccia, Massimo Contini, Frame by frame, Rebel think, Sirenae Film Post, Spark digital entertainment, Martina Venettoni, VISION - Fascisti su Marte
- Proxima - N (Io e Napoleone)
- LUMIQ STUDIOS - Il mercante di pietre
- FX Italia Digital Group - La masseria delle allodole

Miglior documentario di lungometraggio

- Il mio paese, regia di Daniele Vicari
- 100 anni della nostra storia, regia di Gianfranco Pannone e Marco Simon Puccioni
- Bellissime (seconda parte), regia di Giovanna Gagliardo
- Souvenir Srebrenica, regia di Luca Rosini
- L'udienza è aperta, regia di Vincenzo Marra

Miglior cortometraggio

- Meridionali senza filtro, regia di Michele Bia
- Armando, regia di Massimiliano Camaiti
- La cena di Emmaus, regia di Josè Corvaglia
- Solo cinque minuti, regia di Filippo Soldi
- Travaglio, regia di Lele Biscussi

Miglior film dell'Unione Europea

- Le vite degli altri (Das Leben der Anderen), regia di Florian Henckel von Donnersmarck
- Diario di uno scandalo (Notes on a Scandal), regia di Richard Eyre
- Il mio migliore amico (Mon meilleur ami), regia di Patrice Leconte
- The Queen - La regina (The Queen), regia di Stephen Frears
- Volver (Volver), regia di Pedro Almodóvar

Miglior film straniero

- Babel (Babel), regia di Alejandro González Iñárritu
- Lettere da Iwo Jima (Letters from Iwo Jima), regia di Clint Eastwood
- Little Miss Sunshine (Little Miss Sunshine), regia di Jonathan Dayton e Valerie Faris
- La ricerca della felicità (The Pursuit of Happyness), regia di Gabriele Muccino
- The Departed - Il bene e il male (The Departed), regia di Martin Scorsese

Premio Film Commission Torino Piemonte
- Centochiodi, regia di Ermanno Olmi
- Il regista di matrimoni, regia di Marco Bellocchio
- Anche libero va bene, regia di Kim Rossi Stuart
- La stella che non c'è, regia di Gianni Amelio
- Nuovomondo, regia di Emanuele Crialese

Premio David Giovani

- Rosso come il cielo, regia di Cristiano Bortone
- Nuovomondo, regia di Emanuele Crialese
- Saturno contro, regia di Ferzan Özpetek
- Notte prima degli esami - Oggi, regia di Fausto Brizzi

David speciale
- Armando Trovajoli, musicista
- Giuliano Montaldo, regista e attore
- Carlo Lizzani, regista